# Лагар-Аул
Лага́р-Ау́л — станция (населённый пункт) в Облученском районе Еврейской автономной области России. Входит в Облученское городское поселение.

## География
Станция Лагар-Аул стоит на горном перевале (водораздел рек Хинган (на запад) и Бира (на восток)).
Через населённый пункт проходит Транссибирская магистраль, примерно в полукилометре южнее — автотрасса Чита — Хабаровск.
Расстояние до районного центра города Облучье — около 14 км (на запад).

## Население
| 1926 | 2002 | 2010 |
| ---- | ---- | ---- |
| 70   | ↘61  | ↘7   |

## Инфраструктура
Между станциями Ударный и Лагар-Аул находятся Лагар-Аульские тоннели.